# Шиповник майский
Шипо́вник ма́йский или Ро́за ма́йская (лат. Rósa majális) — кустарник семейства Розовые, один из наиболее распространенных в России видов шиповника. Также встречается как Шипо́вник кори́чный, или Роза коричная по устаревшему синониму лат. Rosa cinnamomea. Плоды богаты витамином C, используются в пищу, а также как лекарственное средство. Благодаря неприхотливости и зимостойкости используется в озеленении городов.

## Ботаническое описание

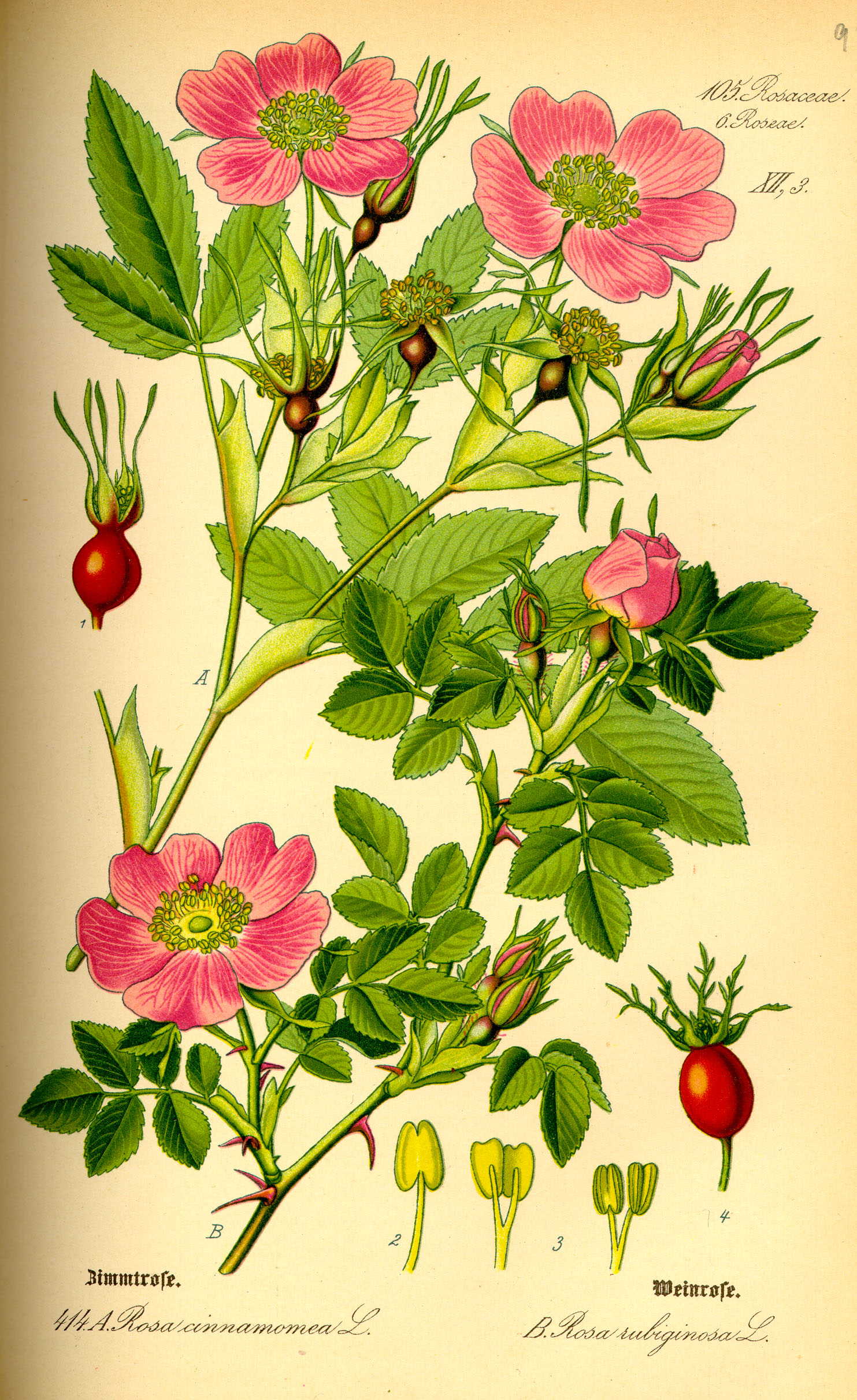

Многолетний листопадный кустарник до 2 м высотой с тонкими прутьевидными ветвями, покрытыми блестящей коричнево-красной корой; старые ветви буровато-коричневые. Побеги усажены редкими твёрдыми, серповидно изогнутыми шипами с расширенным основанием, сидящими обычно попарно в основании листовых черешков, а также многочисленными (особенно в нижней части ветвей и на молодых нецветущих побегах) прямыми или слегка изогнутыми игольчатыми шипиками; цветоносные побеги обычно без шипов.
Листья сложные, непарноперистые, с тремя — семью парами эллиптических, по краю зубчатых листочков, общей длиной до 7 см. Черешки опушённые, нередко с желёзками, скрытыми под опушением. Прилистники у листьев бесплодных побегов узкие, с трубчатосходящимися краями, у листьев цветоносных побегов — широкие, плоские, с ушками. Листочки тонкие, сближенные, длиной 1,4—6 см, шириной 8—28 мм, яйцевидно-продолговатые, суженные к основанию, заострённые, с широкими зубцами, ярко- или сизо-зелёные, опушённые снизу.
Цветки крупные, одиночные или собраны по два — три, диаметром 3—7 см, с пятью лепестками и пятираздельной чашечкой; короткие цветоножки, длиной 5—17 мм, одеты ланцетовидными прицветниками. Чашелистики цельные, узкие, длиной до 3 см, с ланцетовидными придатками, направлены вверх; остаются при плодах после созревания. Лепестки от бледно-красных до тёмно-красных, широкообратнояйцевидные, на верхушке немного выемчатые. Тычинок и пестиков много; столбики образуют крупную, шерстистую головку. Зев гипантия широкий, до 2 мм в диаметре, диск узкий. Цветёт с мая по июль. Ветви цветут на второй год.
Плоды начинают созревать в августе. Плоды шаровидные, реже яйцевидные или эллиптические, гладкие, оранжевые или красные, мясистые, увенчанные остающимися вверх направленными чашелистиками. Внутри гипантия находятся многочисленные волосистые, твёрдые плодики-орешки, между которыми по внутренним стенкам цветоложа расположены многочисленные острые щетинистые волоски. Плоды шиповника образованы развившимся цветоложем и завязью и относятся к ложным плодам. Плоды созревают в августе — сентябре.
|                                                                                 |  |  |  |
| Слева направо: цветок, плоды, плоды крупным планом, шипы на нижней части побега |  |  |  |

## Распространение и экология
Шиповник майский — широко распространённый вид с евросибирским типом ареала. Встречается от Скандинавии до Центральной Сибири (доходит примерно до озера Байкал), нигде не заходя в Арктику и лишь изредка спускаясь к зоне степей. Встречается в европейской части России, Западной Сибири, Восточной Сибири (бассейн верхнего и среднего течения Енисея, бассейн Ангары, южное Прибайкалье, юго-западное Забайкалье; Казахстане (Тарбагатай). На Алтае обычен в большинстве районов.
Шиповник майский растёт одиночно или группами в подлеске разреженных лесов, на опушках, полянах и вырубках, среди зарослей кустарников и по оврагам, чаще встречается на лугах и в пойменных лесах. Наиболее часто входит в состав кустарниковых зарослей в поймах рек и играет там доминантную или полидоминантную роль. Входит в кустарниковые ассоциации вместе с шиповником колючейшим, жимолостью татарской и другими. В лесотундре встречается среди редкостойных березняков. В лесостепи заселяет берёзовые, сосновые и дубовые колки, а в Западной Сибири отчасти и равнинную степь. В горных областях занимает преимущественно долины рек. Встречается также под пологом редких древесно-кустарниковых насаждений при низкой сомкнутости крон. Предпочитает аллювиальные почвы.
Светолюбивый кустарник, но выносит затенение.
Продолжительность цветения всего растения — 20, а отдельных цветков — 2—5 дней. В среднем один стволик (надземная ось) живёт 4—5, а корневище — от 8 до 13 лет.
Размножается семенами и вегетативно — отпрысками и зелёными черенками. Вегетативное размножение обеспечивает наиболее дешёвое и быстрое получение урожая плодов шиповника, а также позволяет проводить отбор его высокопродуктивных форм.

### Консортивныесвязи
Насекомые посещают цветы шиповника ради пыльцы, ориентируясь по их сильному запаху и яркой окраске. Приспособлений для хранения нектара и самого нектара в цветках шиповника нет. Опылителями являются пчёлы, жуки, бабочки, бронзовки и дровосеки.
Яркие плоды привлекают таких птиц, как рябчики, вороны, галки, овсянки. Птицы поедают мякоть плодов, а семена вместе с экскрементами попадают на землю и таким образом распространяются на большие расстояния.
Молодые побеги — лакомое блюдо для травоядных животных. Шиповник защищается от них шипами. На одеревеневших побегах шипов меньше, так как побеги защищает кора, но шипы становятся крупнее и загибаются вниз, что не даёт возможности мышам пробраться к плодам.
Поедается пятнистыми оленями. Барсуки и рябчики осенью поедают плоды. Перезимовавшими плодами питается тетерев.

## Химический состав
Плоды шиповника майского — природный концентрат многих витаминов. Мякоть плодов содержит аскорбиновую кислоту (витамин С), рибофлавин (витамин В2), β-каротин (провитамин А), филлохинон (витамин К) и биофлавоноиды (витамин Р), а семена — токоферолы (витамин Е) и жирное масло.
Плоды в абсолютно сухом состоянии содержат в процентах: 6,4 золы, 12,5 клетчатки, 14,1 пектата кальция, 3,79 аскорбиновой и 1,58 лимонной кислоты, 5,09 сахарозы, 9,75 мг % каротина. Общая кислотность 2,84, а количество сахаров 23,93.
Содержание аскорбиновой кислоты в мясистой оболочки плодов достигает 4—5 % на сухой вес, в среднем 2—3 % или 2000—3000 мг %.

## Хозяйственное значение и использование
Отваром плодов шиповника раньше окрашивали ткани в оранжевый цвет.

### В медицине и кулинарии
Шиповник майский — важнейшее витаминное растение русской флоры. Его плоды (вернее сочная мякоть, окружающая подлинные плоды — орешки) содержат в 10 раз больше витамина C, чем корки апельсина и лимона. В качестве лекарственного сырья используют плод шиповника (лат. Fructus Rosae).
Плоды собирают в августе — октябре, до заморозков, когда они приобретают ярко-красную или оранжевую окраску, быстро (не позже чем через 12 часов после их сбора) сушат при температуре 80—90 °C в сушилках, печах, рассыпав плоды тонким слоем и перемешивая их. Нельзя сушить плоды на солнце, иначе произойдёт частичное разрушение витаминов. Сбору не подлежат плоды сгнившие, почерневшие, повреждённые насекомыми и т. д. Кондиционные сушёные плоды шиповника должны быть красного или буровато-красного цвета, цельные, не плесневелые, без сора и посторонних примесей, без запаха, кисловато-сладкого, слегка вяжущего вкуса, влажностью не выше 16 %.
Плоды шиповника майского заготавливают в промышленных масштабах; из них изготовляют экстракты, сиропы, пилюли, таблетки, конфеты и другие медицинские препараты. Из плодов шиповника майского получается сильнейшее противоцинготное средство. Плоды входят в состав витаминных и поливитаминных сборов и противоастматической микстуры Траскова. Препараты используют как поливитаминное средство при гипо- и авитаминозах (особенно при авитаминозе-С) и при заболеваниях, сопровождающихся повышенной потребностью организма в витаминах. Из плодов, кроме того, получают масло шиповника, богатое витамином E и каротиноидами, и каротолин (содержащий каротиноиды, витамин Е и линолевую кислоту), применяемые как ранозаживляющие средства.
Из лепестков варят варенье, а также получают розовый уксус.

### В декоративном садоводстве
Предок культурных сортов розы. Роза ценится за красоту цветов, разнообразие их окраски и исключительный аромат, который зависит от присутствия в лепестках эфирного масла. Сорта роз получены в результате тщательного отбора лучших экземпляров, тщательного ухода и селекции, причём часто культурные сорта прививают на шиповник.
Благодаря переплетению ветвей и колючкам образует непроходимые заросли и рекомендуется для живых изгородей.

## Таксономия
- Rosa majalis Herrm., 1762, De Rosa : 8.

Вид Шиповник майский относится к роду Лапчатка (Potentilla) семейства Розовые (Rosaceae) порядка Розоцветные (Rosales), последовательно входящего в более крупные клады Фабиды → Розиды → Суперрозиды → Эвдикоты → Цветковые растения. Таксономическая схема в соответствии с Системой APG IV по состоянию на июнь 2024 года:
|  |                          |  |                                   |                                   |                   |  | еще 8 семейств | еще 8 семейств |                      |  |  |  | еще 404 подтвержденных вида и 2 505 видов, ожидающих подтверждения |
|  |                          |  |                                   |                                   |                   |  | еще 8 семейств | еще 8 семейств |                      |  |  |  | еще 404 подтвержденных вида и 2 505 видов, ожидающих подтверждения |
|  |                          |  |                                   | порядок Розоцветные               |                   |  |                |                | род Шиповник         |  |  |  |                                                                    |
|  |                          |  |                                   | порядок Розоцветные               |                   |  |                |                | род Шиповник         |  |  |  |                                                                    |
|  | клада Цветковые растения |  |                                   |                                   | семейство Розовые |  |                |                | вид Шиповник майский |  |  |  |                                                                    |
|  | клада Цветковые растения |  |                                   |                                   | семейство Розовые |  |                |                |                      |  |  |  |                                                                    |
|  |                          |  | ещё 63 порядка цветковых растений | ещё 63 порядка цветковых растений |                   |  |                | еще 116 родов  | еще 116 родов        |  |  |  |                                                                    |
|  |                          |  |                                   | ещё 63 порядка цветковых растений |                   |  |                |                | еще 116 родов        |  |  |  |                                                                    |